# Маргарет Седън
Маргарет Реа Седън (на английски: Margaret Rhea Seddon), по-известна като Реа Седън e американска астронавтка, участник в три космически полета.

## Образование
М. Реа Седън завършва гимназия в родния си град през 1965 г. През 1970 г. завършва университета Бъркли, Калифорния с бакалавърска степен по физиология. През 1973 г. завършва медицина в Медицинския университет на Тенеси. След дипломирането си работи три години като практикуващ лекар в спешната помощ на град Мемфис, Тенеси. Специализира радиотерапия.

## Служба в НАСА
Избрана е за астронавт от НАСА през юни 1978 година, Астронавтска група №8. Завършва общия курс на обучение през август 1979 г. Първото си назначение получава като CAPCOM офицер при първите мисии на космическите совалки.

## Полети
Реа Седън лети в космоса като член на екипажа на три мисии:
| Космически полети на Реа Седън                                 | Космически полети на Реа Седън | Космически полети на Реа Седън | Космически полети на Реа Седън | Космически полети на Реа Седън | Космически полети на Реа Седън       | Космически полети на Реа Седън |
| №                                                              | Дата                           | КК                             | Емблема на мисията             | Функции                        | Продължителност                      |                                |
| -------------------------------------------------------------- | ------------------------------ | ------------------------------ | ------------------------------ | ------------------------------ | ------------------------------------ | ------------------------------ |
| 1                                                              | 12 април 1985                  | „Дискавъри“, мисия STS-51D     |                                | Специалист на мисията          | 6 денонощия 23 часа 55 мин 23 сек.   |                                |
| 2                                                              | 5 юни 1991                     | „Колумбия“, мисия STS-40       |                                | Специалист на мисията          | 9 денонощия 02 часа 14 мин. 20 сек.  |                                |
| 3                                                              | 18 октомври 1993               | „Колумбия“, мисия STS-58       |                                | Командир на полезния товар     | 14 денонощия 00 часа 12 мин. 32 сек. |                                |
| Сумарно време в космоса – 30 денонощия 02 часа 21 мин. 15 сек. |                                |                                |                                |                                |                                      |                                |

## Личен живот
Д – р М. Реа Седън е омъжена за астронавта от НАСА Робърт Гибсън (ветеран от пет космически полета). Двамата имат три деца: Пол, Дан и Емили. Цялото семейство живее в родния град на астронавтката Мърфрийзбъроу, Тенеси.